# Sueo Ōe
Sueo Ōe, född 2 augusti 1914 i Maizuru, Kyoto prefektur, stupade i slaget om Wake Island 24 december 1941, var en japansk stavhoppare av koreansk härkomst som tog brons för Japan vid OS i Berlin 1936 med 4,25 m. Efter tävlingen sågade han och tvåan Shuhei Nishida (4,25 m) itu sina medaljer och klistrade ihop dem till nya som var hälften silver och hälften brons. Earle Meadows USA tog guldet med 4,35 m.